# Friedrich Mack (Geistlicher)
Friedrich Mack (* 1. Juni 1877 in Metz; † 16. Januar 1942 in Basel) war ein luxemburgischer römisch-katholischer Geistlicher und Märtyrer.

## Leben
Friedrich Mack verlor früh seinen deutschen Vater und wuchs mit seiner luxemburgischen Mutter im Raum Echternach-Diekirch auf. Er besuchte das Gymnasium in Echternach und studierte am Priesterseminar in der Stadt Luxemburg. 1902 wurde
er zum Priester geweiht. Von 1902 bis 1906 war er Kaplan in Echternach, dann bis 1921 Sekretär des luxemburgischen Volksvereins. Von 1921 bis 1929 leitete er das bischöfliche Konvikt. Er war Sekretär der Christkönigskongresse. Nach einem Jahr in Wien, wo seine Persönlichkeit und seine Rednergabe großen Eindruck gemacht hatten, kehrte er dank Kardinal Friedrich Gustav Piffl als Ehrendomherr zurück und übernahm die Leitung der Luxemburger Caritas.
Am 4. März 1941 lösten die nationalsozialistischen Besatzer die Caritas auf und deportierten Mack am 5. Mai zusammen mit zehn weiteren Priestern nach Lyon. Die dortigen Lebensbedingungen während des strengen Winters ruinierten Macks Gesundheit. Am 27. Dezember 1941 begab er sich zu seinem Freund Robert Mäder nach Basel und starb dort drei Wochen später im Alter von 64 Jahren. Er wurde am 9. Mai 1946 nach Wormeldingen, dem Geburtsort seiner Mutter, umgebettet.

## Werke (Auswahl)
- Glanz und Glut im katholischen Leben. Religiöse Vorträge und Lesungen. Bonifacius Druckerei, Paderborn 1921, 1925.
  - (englisch) Splendor and strength of the inner life. Pustet, New York 1940, 1948.
- Franziskanische Kreuzesgedanken. Eine Lesung für Menschen, die nach religiöser Innerlichkeit verlangen. Rauch, Wiesbaden 1923.
- Eucharistie und Menschheitserneuerung. Steyler Missionsdruckerei, Kaldenkirchen 1925.
- Volk, ich sage dir, stehe auf! Steyler Missionsdruckerei, Kaldenkirchen 1931.
- Christus, das Gewissen unserer Zeit. Christkönigsvorträge. Nazareth, Basel 1936.